# Ciudad Benito Juárez
Ciudad Benito Juárez, o simplemente Juárez, es una ciudad ubicada en el estado mexicano de Nuevo León. Forma parte de la zona metropolitana de Monterrey. En 2020, Ciudad Benito Juárez contaba con 308,285 habitantes, convirtiéndose en la 6.ª ciudad por población en el estado. Es la cabecera municipal de Juárez.

## Historia
Fundada como Hacienda de San José  el 15 de junio de 1604, agregándose en ocasiones "de Los González" (Hacienda de San José de Los González). La merced primitiva, fue expedida por el gobernador Martín de Zavala a Bernabé González Hidalgo, el 1 de abril de 1642.
El 1 de marzo de 1850, el Congreso del Estado fundó un nuevo distrito en la Hacienda de San José con la denominación de El Rosario y pertenece al partido de Cadereyta, ejecutándose esta resolución hasta 1868.

### Juárez
Juárez toma esta categoría a Villa el 30 de diciembre de 1868, por decreto Núm. 36 del entonces General de Brigada y Gobernador General Jerónimo Treviño.
Juárez fue elevada a la categoría de ciudad el 11 de mayo de 1988,  con el triunfo del nombre de Ciudad Benito Juárez, Nuevo León.  El 13 de mayo de 1988 por iniciativa del entonces alcalde Salvador Garza Salinas y como gobernador Jorge Treviño Martínez.
El ahora municipio de Juárez, perteneció como casi todos los municipios del Estado a las Villas fundadas en el siglo XIX, siendo el principal motivo de su fundación la explotación de sus recursos ganaderos, entre otros.
En la década de 1980 el municipio de Juárez, se incorpora a la Zona Metropolitana de Monterrey

## Geografía

### Flora y fauna
La flora se compone de huizache, barreta, ébano, mezquite y palmas. La fauna se compone por tlacuache, coyote, jabalí y conejo.

### Hidrografía
Las fuentes de agua del municipio de Juárez proceden del río La Silla, el cual se une al río Santa Catarina en un lugar denominado Las Adjuntas. Atraviesa el municipio para después unirse al San Juan en Cadereyta Jiménez.

### Orografía
El suelo en el que se encuentra el municipio es montañoso, pero sus elevaciones carecen de importancia. Este municipio tiene 70% entre zonas planas y semi planas y 30% de zonas accidentadas.

### Clima
El clima es seco estepario cálido, su temperatura media es de 22 °C y su precipitación media anual de 400 mm. Los vientos dominantes son del norte.

## Demografía
Ciudad Benito Juárez cuenta en 2020 según datos del XIV Censo General de Población y Vivienda del INEGI con una población de 308 285 habitantes representando un incremento de 156 392 habitantes respecto al censo de 2010, por lo cual duplicó su población en 10 años derivado del acelerado crecimiento de la Zona Metropolitana de Monterrey a la cual pertenece. Es por su población la 6° ciudad más poblada del estado de Nuevo León y la 56° ciudad más poblada de México.
| Gráfica de evolución demográfica de Ciudad Benito Juárez entre 1900 y 2020                        |
|                                                                                                   |
| Población de los censos del Instituto Nacional de Estadística y Geografía (INEGI) de 1900 a 2020. |

## Gobierno
Ciudad Benito Juárez es uno de los 51 municipios que conforman al estado de Nuevo León y, a su vez forma parte de la Zona Metropolitana de Monterrey.
El gobernador del estado de Nuevo León es Samuel Alejandro García Sepúlveda, quien tomó el poder el 4 de octubre de 2021, con la salida de Jaime Heliodoro Rodríguez Calderón (El Bronco) el primer gobernador sin partido político en el estado de Nuevo León y en todo México.
El presidente municipal es la cabeza del ayuntamiento del municipio junto con el Cabildo. La duración en el cargo es de tres años. Juárez es un municipio con poca alternancia electoral en lo referente a la presidencia municipal.
En el 2006, ganó la presidencia municipal el Lic. Heriberto Treviño Cantú, del Partido Revolucionario Institucional.
En el año 2012, la presidencia municipal fue obtenida por el Partido Acción Nacional, siendo el alcalde, el Lic. Rodolfo Ambriz, el primer alcalde de otra extracción política en Juárez.
Las elecciones del año 2015 fueron polémicas, debido a la anulación de siete casillas que cambiaron el resultado final. El día de las elecciones, el resultado indicaba que el candidato por el Partido Encuentro Social, el arquitecto Américo Garza Salinas, obtenía la alcaldía con el 34.9% de los votos. El candidato por el PRI, Heriberto Treviño Cantú, habría obtenido el 34.4% de los votos, 0.5% menos que Américo Garza.
La poca diferencia propició a que se realizara un nuevo conteo en todas las casillas del municipio. En este nuevo conteo, se indicó la presencia de irregularidades en siete casillas, en las cuales Américo Garza había obtenido mayoría de votos. Debido a estas irregularidades la Sala Regional Monterrey del Tribunal Electoral del Poder Judicial de la Federación (TEPJF) declaró inválidas estas casillas con lo que se favoreció Heriberto Treviño Cantú.
Finalmente, el triunfo fue otorgado al priísta, aun cuando ya se había entregado la constancia de mayoría al Partido Encuentro Social.
El 2 de junio de 2024, los ciudadanos de Juárez acudieron a las urnas para elegir a su próximo alcalde. En una contienda histórica, Félix Guadalupe Arratia Cruz, candidato de Movimiento Ciudadano, emergió como el ganador indiscutible. El Programa de Resultados Electorales Preliminares (PREP) así como también los cómputos distritales, arrojaron cifras contundentes: 67,161 votos a favor de Arratia Cruz (47.2824% de los votos). El Instituto Estatal Electoral y de Participación Ciudadana de Nuevo León (IEEPCNL) validó estos resultados y le otorgó la constancia de mayoría, oficializando su triunfo.

## Personas destacadas
Manuel González Ayala: Maestro de la Gran Logia del estado de Nuevo León.
Pedro Garza Elizondo: Comerciante, distinguido masón, benefactor en obras sociales.
Salvador Garza Salinas: Presidente municipal, ha laborado por más de 50 años al servicio del Gobierno del Estado y del municipio de Monterrey, Nuevo León. Ex Gran Maestro de la Gran Logia del Estado de Nuevo León, dos veces secretario de Ayuntamiento de la ciudad de Monterrey. Primer director de promociones y proyectos de la ciudad de Monterrey; en dos ocasiones titular de la Junta Local de Conciliación y Arbitraje. Diputado local y coordinador de la LXIII Legislatura, declarado hijo predilecto de este municipio por el Ayuntamiento 83-85.

## Comercio
El municipio ha tenido un cambio drástico en cuanto a comercio se refiere, de acuerdo a su rápido crecimiento demográfico. Cuenta con 2 centros comerciales, Plaza Sendero San Roque y el Sun Mall VIP ahora conocido como "Paseo Juárez" , además de algunos supermercados en zonas cercanas a nuevos desarrollos habitacionales.
La Ciudad de Juárez es muy conocida en el área metropolitana de Monterrey por sus exquisitos tamales que se comercializan en restaurantes del centro del municipio.

## Gastronomía
Juárez es la capital del tamal, un platillo típico mexicano a base de maíz. La del tamal es una fuente de ingreso para muchos ciudadanos, de manera directa o indirecta participan en su fabricación, distribución y comercialización. 
Los tamales se dan más en diciembre y en febrero
Otros de sus alimentos típicos incluyen el queso, chorizo, el piloncillo y el agua de miel de caña.

## Cultura

### Fiestas tradicionales
El 7 de octubre se celebra el día de la Virgen del Rosario, patrona del municipio. Como tradición se lleva a cabo una verbena popular y una feria anual que incluye carreras de caballos.

### Centros turísticos
Paseo natural Charco Azul, ubicado en San Roque, paseo natural faldas del cerro de la Silla. Plaza de Armas de Juárez, Deportivo Bancario, Deportivo Sindicatos Independientes.
Posada Vacacional Deportivo SUSPE (Sindicato Único de Servidores Públicos del Estado), unidad deportiva en márgenes del río Santa Catarina.
Club Alegría.
Cuenta también con el sendero del cerro agujerado ubicándose atrás del cerro de la silla al sur de la ciudad. en el cual se puede disfrutar de un recorrido alternado entre río con agua y vegetación cerrada al mismo tiempo que se puede recrear la vista con los grandes paredones del cerro. el cual este recorrido tiene un remate fenomenal con la escalada final al famoso cerro agujerado, el cual ofrece una vista extraordinaria de montañas.

### Artesanías
Canastas, cestos y demás artículos que se fabrican con el carrizo, que es un producto típico de esta región.

## Transporte
Las principales vías que atraviesan el municipio de Juárez son la carreteras libre y de cuota Monterrey-Reynosa que conectan a la capital del estado de Nuevo León con la ciudad fronteriza de Reynosa, en el vecino estado de Tamaulipas.

### Transporte urbano
Las principales rutas del Sistema de Transporte Colectivo Metrorrey de la Zona Metropolitana de Monterrey que pasan por este municipio son las rutas 68, 223, 214, 527, 150, 185, 224,172,108 228 Santa Isabel y 99.

#### Transporte privado
El principal medio de transporte privado son los automóviles particulares.

#### Transporte público
Los autobuses de las rutas urbanas son el principal medio de transporte público del municipio.
Los taxis también cubren una gran demanda por los servicios mal brindados por parte de las rutas urbanas.

### Vialidad
Las avenidas más importantes de la ciudad son:
- La Autopista de cuota Monterrey-Reynosa, que pasa a llamarse avenida Constitución en la ciudad de Monterrey.
- La carretera libre Monterrey-Reynosa que se convierte en la avenida Benito Juárez en Guadalupe y posteriormente en la avenida Colón en Monterrey, sobre las cuales se eleva la línea 1 del metro de Monterrey, Metrorrey.
- La Avenida Eloy Cavazos, que conecta principalmente la zona suroeste del municipio con el municipio de Guadalupe.
- El Anillo Periférico de Monterrey (Nuevo León 100), que desvía el tráfico proveniente de los estados de Coahuila y Tamaulipas.
- La carretera a San Roque (NL-81), que conecta con la zona de San Roque al sur del municipio.
- El Camino a San Mateo (NL-35), que une a la zona de San Mateo y más al sur con el municipio de Santiago, Nuevo León, por la presa Rodrigo Gómez, también conocida como la presa de La Boca.

Si bien el municipio de Juárez colinda con la capital Monterrey, ambas ciudades son separadas por el cerro de la Silla, lo cual impide la creación de vías de transporte más efectivas entre las dos ciudades.